# Le Tourne
Le Tourne est une commune du Sud-Ouest de la France, située dans le département de la Gironde, en région Nouvelle-Aquitaine.

## Géographie

### Localisation
Commune de l'aire d'attraction de Bordeaux et de son unité urbaine, Le Tourne est située dans la région naturelle de l'Entre-deux-Mers. 

### Communes limitrophes
Les communes limitrophes sont  Haux, Langoiran, Portets et Tabanac.
|         |           | Haux      |
| Tabanac | du Tourne |           |
| Portets |           | Langoiran |

### Hydrographie
La commune est bordée par la Garonne au sud-ouest faisant office de barrière naturelle avec la commune de Portets et par son affluent le Grand Estey au sud-est qui lui aussi fait office de barrière naturelle avec la commune de Langoiran jusqu'à leur confluence.

### Climat
Pour des articles plus généraux, voir Climat de la Nouvelle-Aquitaine et Climat de la Gironde.
Historiquement, la commune est exposée à un climat océanique aquitain.  
En 2020, Météo-France publie une typologie des climats de la France métropolitaine dans laquelle la commune est exposée à un climat océanique et est dans la région climatique  Aquitaine, Gascogne, caractérisée par une pluviométrie abondante au printemps, modérée en automne, un faible ensoleillement au printemps, un été chaud (19,5 °C), des vents faibles, des brouillards fréquents en automne et en hiver et des orages fréquents en été (15 à 20 jours).
Pour la période 1971-2000, la température annuelle moyenne est de 12,8 °C, avec une amplitude thermique annuelle de 14,5 °C. Le cumul annuel moyen de précipitations est de 860 mm, avec 11,9 jours de précipitations en janvier et 7 jours en juillet. Pour la période 1991-2020, la température moyenne annuelle observée sur la station météorologique la plus proche, située sur la commune de Cadaujac à 11 km à vol d'oiseau, est de 13,8 °C et le cumul annuel moyen de précipitations est de 918,3 mm,. Pour l'avenir, les paramètres climatiques de la commune estimés pour 2050 selon différents scénarios d’émission de gaz à effet de serre sont consultables sur un site dédié publié par Météo-France en novembre 2022.

## Urbanisme

### Typologie
Au 1er janvier 2024, Le Tourne est catégorisée bourg rural, selon la nouvelle grille communale de densité à sept niveaux définie par l'Insee en 2022.
Elle appartient à l'unité urbaine de Bordeaux, une agglomération intra-départementale regroupant 73  communes, dont elle est une commune de la banlieue,,. Par ailleurs la commune fait partie de l'aire d'attraction de Bordeaux, dont elle est une commune de la couronne,. Cette aire, qui regroupe 275 communes, est catégorisée dans les aires de 700 000 habitants ou plus (hors Paris),.

### Occupation des sols

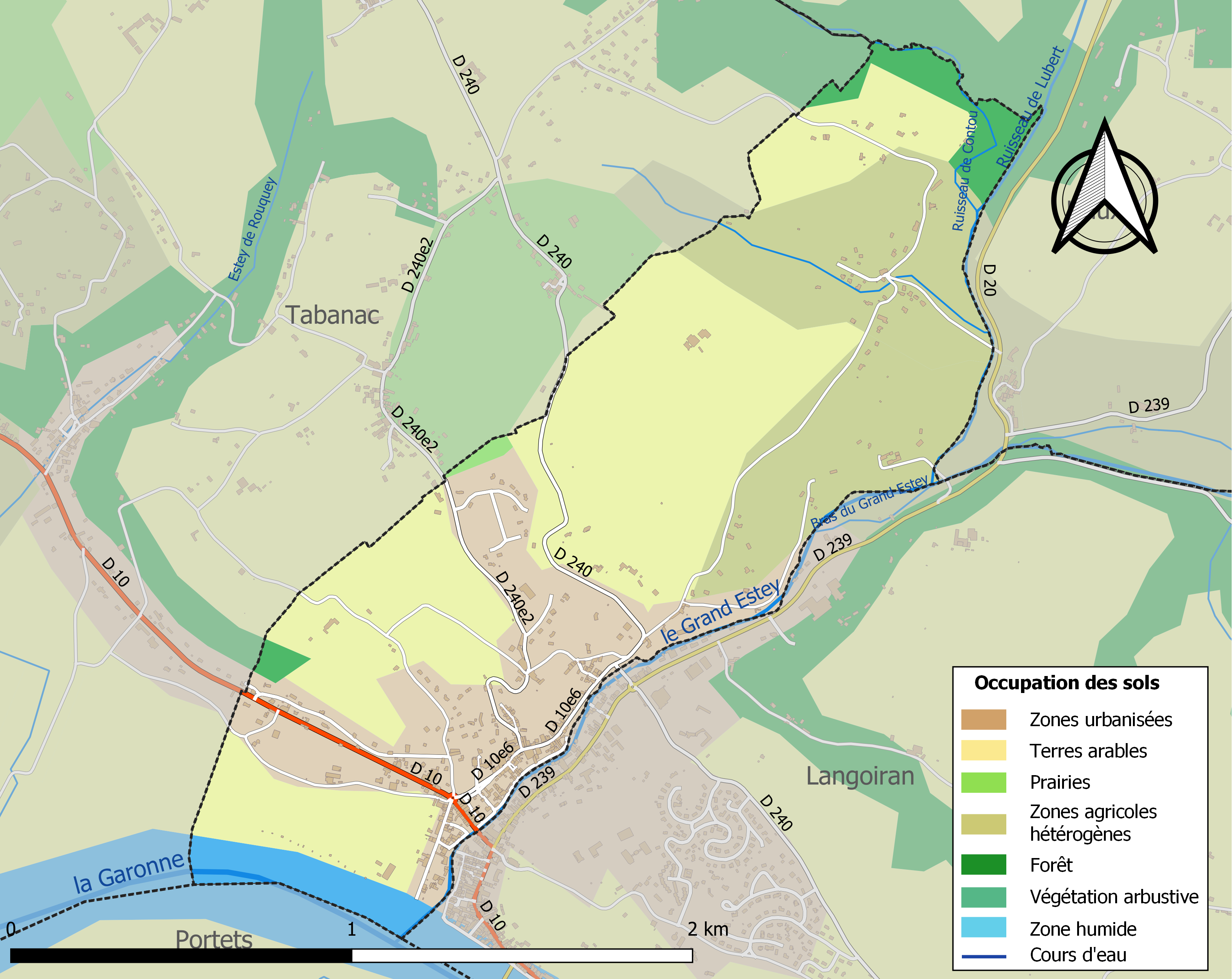
Carte des infrastructures et de l'occupation des sols de la commune en 2018 (CLC).

L'occupation des sols de la commune, telle qu'elle ressort de la base de données européenne d’occupation biophysique des sols Corine Land Cover (CLC), est marquée par l'importance des territoires agricoles (69,8 % en 2018), en diminution par rapport à 1990 (83,3 %). La répartition détaillée en 2018 est la suivante : 
cultures permanentes (38,1 %), zones agricoles hétérogènes (25,1 %), zones urbanisées (22,9 %), terres arables (6,2 %), forêts (3,9 %), eaux continentales (3,5 %), prairies (0,5 %). L'évolution de l’occupation des sols de la commune et de ses infrastructures peut être observée sur les différentes représentations cartographiques du territoire : la carte de Cassini (XVIIIe siècle), la carte d'état-major (1820-1866) et les cartes ou photos aériennes de l'IGN pour la période actuelle (1950 à aujourd'hui).

### Voies de communication et transports
La commune du Tourne est desservie par les lignes 501 et 5011 du réseau de bus TransGironde. Une ligne de bus en direction du collège Anatole France de Cadillac-sur-Garonne marque également un arrêt dans la commune.
Le Tourne a également une aire de covoiturage à proximité de la D10 en direction de Bordeaux.

### Risques majeurs
Le territoire de la commune du Tourne est vulnérable à différents aléas naturels : météorologiques (tempête, orage, neige, grand froid, canicule ou sécheresse), inondations, mouvements de terrains et séisme (sismicité faible). Un site publié par le BRGM permet d'évaluer simplement et rapidement les risques d'un bien localisé soit par son adresse soit par le numéro de sa parcelle.
Certaines parties du territoire communal sont susceptibles d’être affectées par le risque d’inondation par débordement de cours d'eau, notamment la Garonne et le Grand Estey. La commune a été reconnue en état de catastrophe naturelle au titre des dommages causés par les inondations et coulées de boue survenues en 1982, 1990, 1999, 2009, 2014, 2020 et 2021,.
Les mouvements de terrains susceptibles de se produire sur la commune sont des affaissements et effondrements liés aux cavités souterraines (hors mines) et des éboulements, chutes de pierres et de blocs. Par ailleurs, afin de mieux appréhender le risque d’affaissement de terrain, un inventaire national permet de localiser les éventuelles cavités souterraines sur la commune.

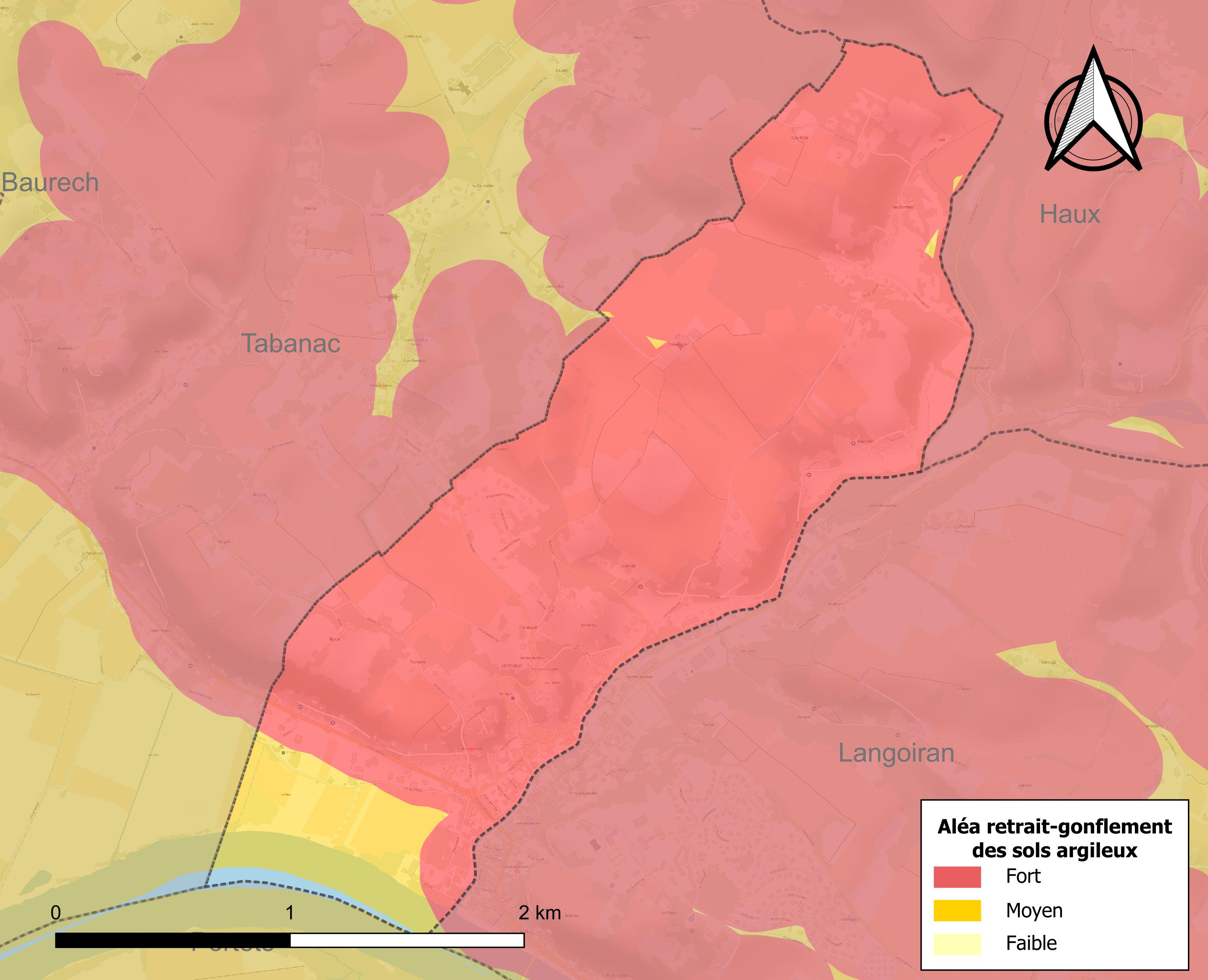
Carte des zones d'aléa retrait-gonflement des sols argileux du Tourne.

Le retrait-gonflement des sols argileux est susceptible d'engendrer des dommages importants aux bâtiments en cas d’alternance de périodes de sécheresse et de pluie. 99,2 % de la superficie communale est en aléa moyen ou fort (67,4 % au niveau départemental et 48,5 % au niveau national). Sur les 348 bâtiments dénombrés sur la commune en 2019, 348 sont en aléa moyen ou fort, soit 100 %, à comparer aux 84 % au niveau départemental et 54 % au niveau national. Une cartographie de l'exposition du territoire national au retrait gonflement des sols argileux est disponible sur le site du BRGM,.
Concernant les mouvements de terrains, la commune a été reconnue en état de catastrophe naturelle au titre des dommages causés par la sécheresse en 2011, 2015 et 2017 et par des mouvements de terrain en 1993, 1999, 2014 et 2020.

## Toponymie
La commune tient son nom du substantif pré-latin turno qui signifie « hauteur ».
En gascon, le nom de la commune est Lo Torne.

## Histoire
À l'origine implanté sur les hauteurs, sur la route qui mène à Tabanac, autour d'une église romane aujourd'hui détruite dont il ne reste que le cimetière l'ayant ceint, le village s'est déplacé vers le XVIIe siècle et le fleuve, un certain nombre d'habitants ayant une activité liée au transport fluvial dont la construction navale au point qu'en 1874, la commune comptait six chantiers de construction de barques et deux entreprises de batellerie.
À la Révolution, la paroisse de Saint-Étienne du Tourne forme la commune du Tourne.

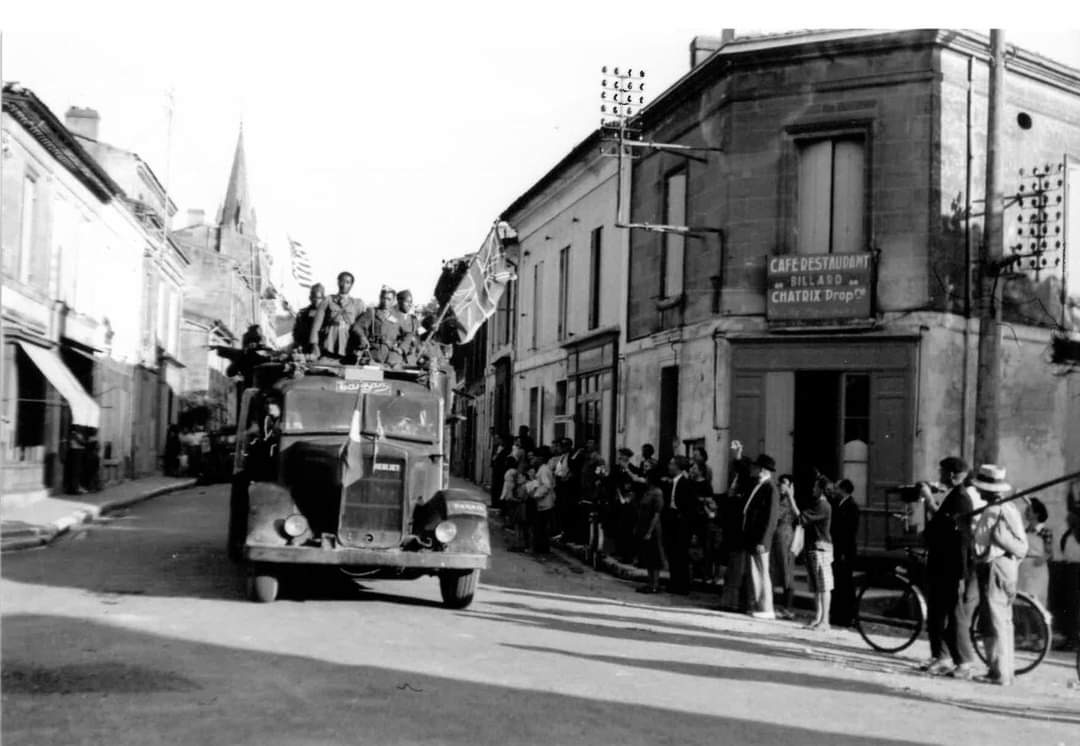
Les maquisards parcourent le village à la Libération.

Au cours du XIXe siècle, la reconstruction de l'église dans le bas du village acte le déplacement du bourg vers le port.

## Politique et administration
La commune du Tourne fait partie de l'arrondissement de Bordeaux. À la suite du découpage territorial de 2014 entré en vigueur à l'occasion des élections départementales de 2015, la commune est transférée du canton de Créon remodelé  dans le nouveau canton de l'Entre-deux-Mers,. Le Tourne fait également partie de la Communauté de communes des Portes de l'Entre-Deux-Mers, membre du Pays du Cœur de l'Entre-deux-Mers.

### Liste des maires
| Période                                  | Période                     | Identité                 | Étiquette | Qualité                                              |
| ---------------------------------------- | --------------------------- | ------------------------ | --------- | ---------------------------------------------------- |
| Les données manquantes sont à compléter. |                             |                          |           |                                                      |
| mars 2001                                | 2014                        | Jean-Louis Larrieu-Manan |           |                                                      |
| 2014                                     | En cours (au 30 avril 2014) | Marie-Claude Agullana    | PS        | Fonctionnaire Conseillère départementale depuis 2015 |

### Jumelages
Morés (Espagne) depuis 1982.

## Démographie
Les habitants sont appelés les Tournais.
|L'évolution du nombre d'habitants est connue à travers les recensements de la population effectués dans la commune depuis 1793. Pour les communes de moins de 10 000 habitants, une enquête de recensement portant sur toute la population est réalisée tous les cinq ans, les populations de référence des années intermédiaires étant quant à elles estimées par interpolation ou extrapolation. Pour la commune, le premier recensement exhaustif entrant dans le cadre du nouveau dispositif a été réalisé en 2006.

En 2022, la commune comptait 836 habitants, en évolution de +2,96 % par rapport à 2016 (Gironde : +6,91 %, France hors Mayotte : +2,11 %).
| 1793 | 1800 | 1806 | 1821 | 1831 | 1836 | 1841 | 1846 | 1851 |
| ---- | ---- | ---- | ---- | ---- | ---- | ---- | ---- | ---- |
| 480  | 482  | 492  | 472  | 533  | 498  | 548  | 563  | 549  |

| 1856 | 1861 | 1866 | 1872 | 1876 | 1881 | 1886 | 1891 | 1896 |
| ---- | ---- | ---- | ---- | ---- | ---- | ---- | ---- | ---- |
| 559  | 683  | 756  | 825  | 765  | 770  | 705  | 718  | 707  |

| 1901 | 1906 | 1911 | 1921 | 1926 | 1931 | 1936 | 1946 | 1954 |
| ---- | ---- | ---- | ---- | ---- | ---- | ---- | ---- | ---- |
| 782  | 822  | 697  | 632  | 634  | 620  | 559  | 561  | 580  |

| 1962 | 1968 | 1975 | 1982 | 1990 | 1999 | 2006 | 2011 | 2016 |
| ---- | ---- | ---- | ---- | ---- | ---- | ---- | ---- | ---- |
| 622  | 696  | 714  | 762  | 698  | 695  | 739  | 765  | 812  |

| 2021 | 2022 | - | - | - | - | - | - | - |
| ---- | ---- | - | - | - | - | - | - | - |
| 824  | 836  | - | - | - | - | - | - | - |

## Économie
La commune est située dans l'aire géographique de production du premières-côtes-de-bordeaux (vins blancs secs), du côtes-de-bordeaux-cadillac (vins rouges) et du cadillac (vins blancs liquoreux), appellations d'origine contrôlée du vignoble de l'Entre-deux-Mers. Toute la région produit en outre des rouges, des clairets, des rosés, des blancs secs, doux ou effervescents sous les dénominations bordeaux et bordeaux-supérieur.

## Culture locale et patrimoine

### Lieux et monuments
Une quarantaine de lieux et édifices de la commune du Tourne sont recensés et versés à l'inventaire général du patrimoine culturel dans le cadre d'une étude topographique du canton de Créon réalisée à partir de 1983 par le conseil régional d'Aquitaine.
- L'église Saint-Étienne, construite au cours du XIXe siècle en style néo-gothique, est caractéristique des édifices cultuels catholiques de la région à l'époque, arborant un incontournable clocher « Donnet ». Elle est inscrite à l'Inventaire général du patrimoine culturel[39].
- Ancienne Église Saint-Étienne du Tourne. Elle est inscrite à l'Inventaire général du patrimoine culturel[40].
- Les Chantiers Tramasset du Tourne, également repérés pour une étude relative au patrimoine industriel de la Gironde[41], font en outre l'objet d'une protection au titre des monuments historiques[42]. L'association qui a repris, sur le site historique, l'activité de l'atelier de charpente navale en bois, construit et restaure des bateaux de pêche, de transport ou de plaisance, filadières, gabarres ou ketchs, comme L'Audiernais, les Deux Frères, l'Albarquel ou le Leenan Head[43].
- Le monument aux morts présente la particularité de montrer une femme en armes, et surtout casquée, représentant la patrie.

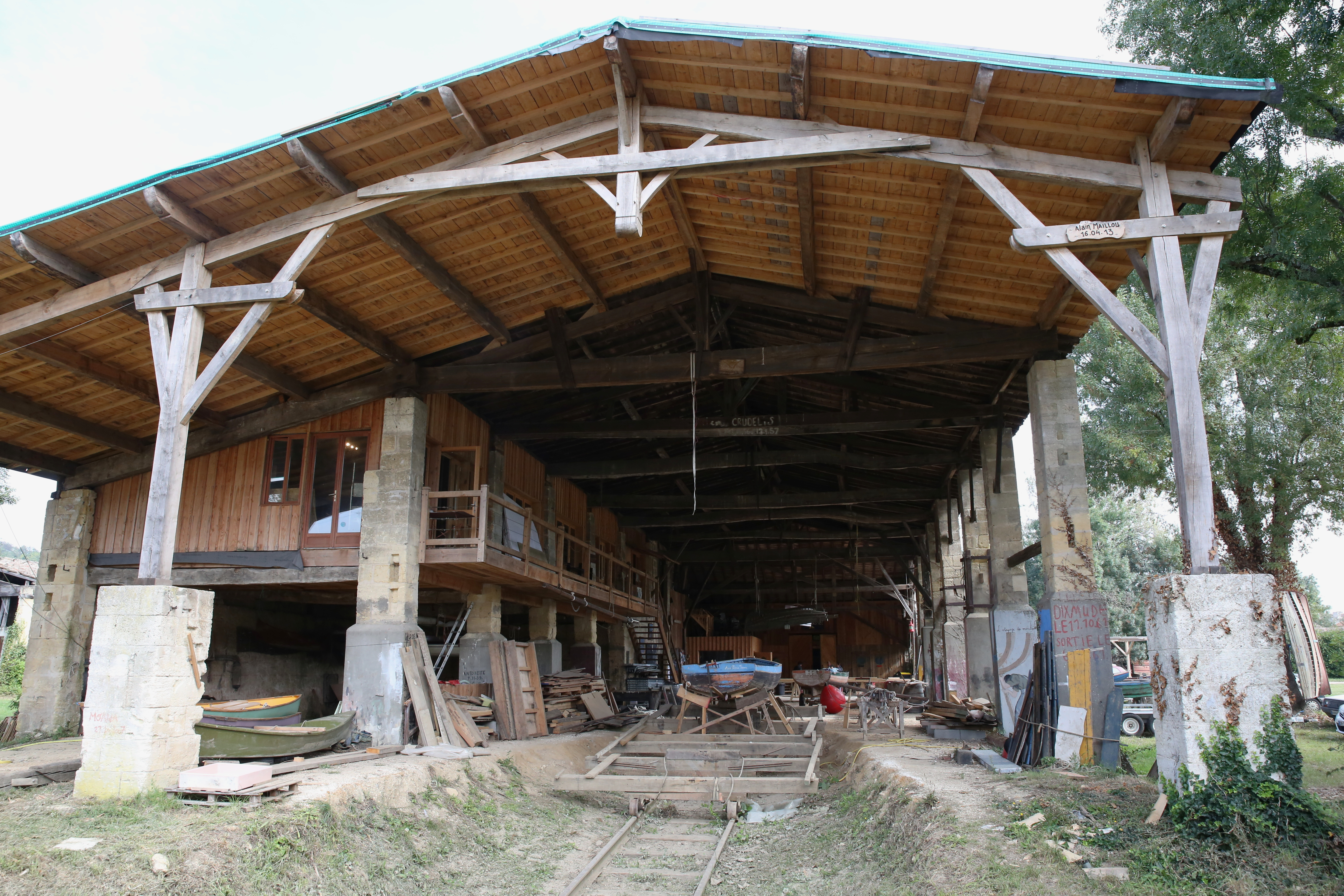
Le site des Chantiers Tramasset du Tourne.
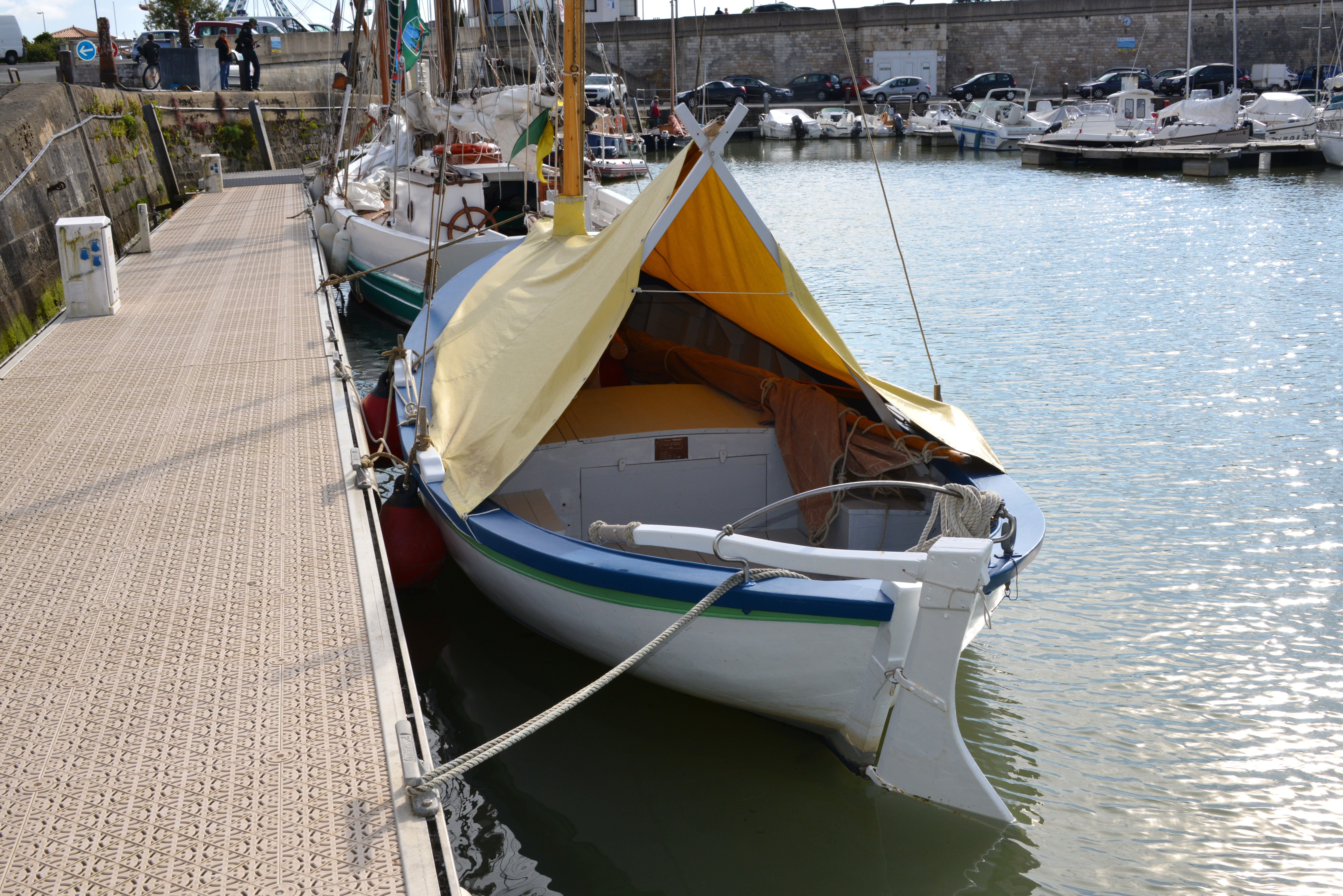
La Parfaite, filadière construite par l'association.
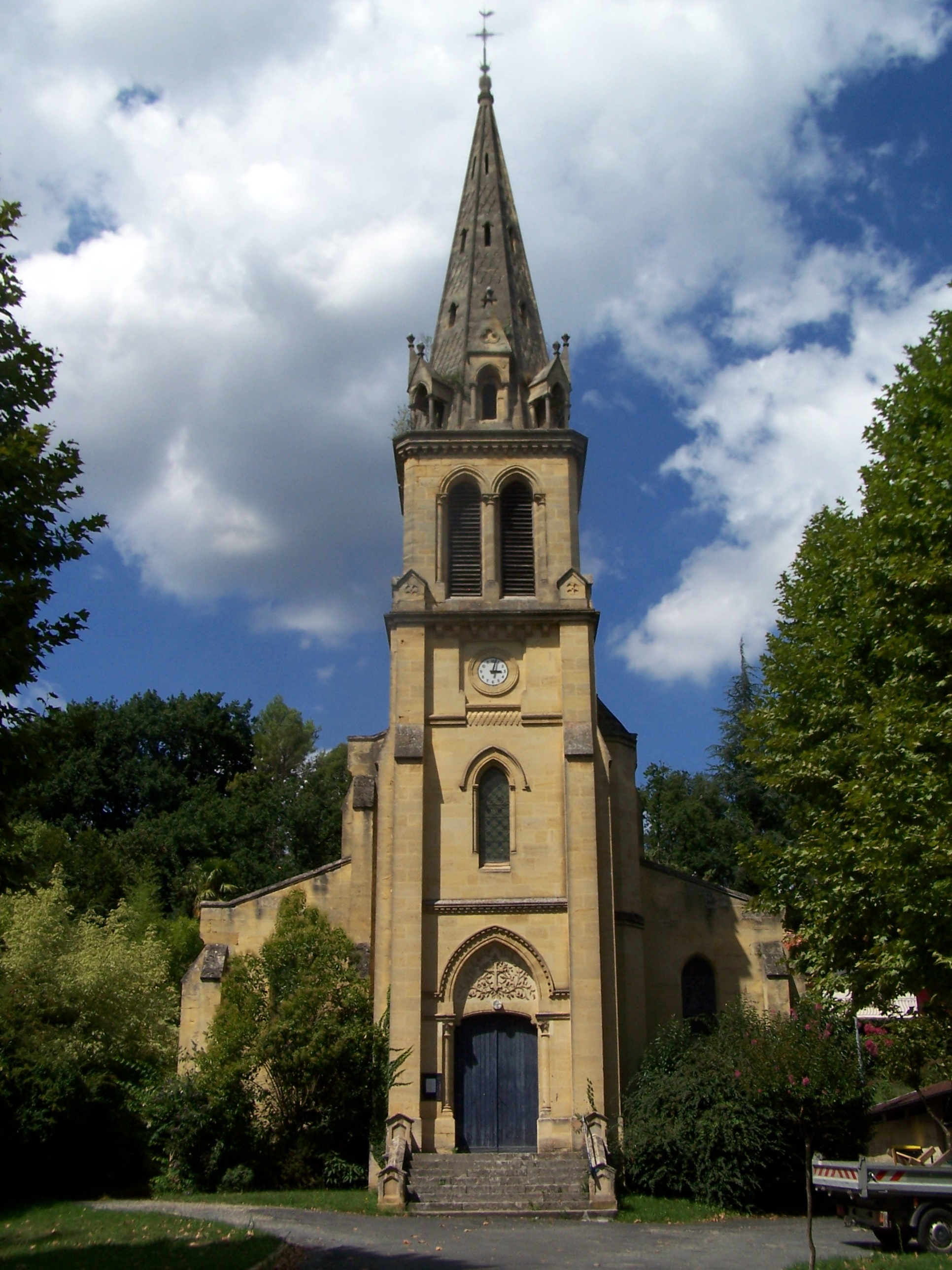
L'église Saint-Étienne (août 2015)
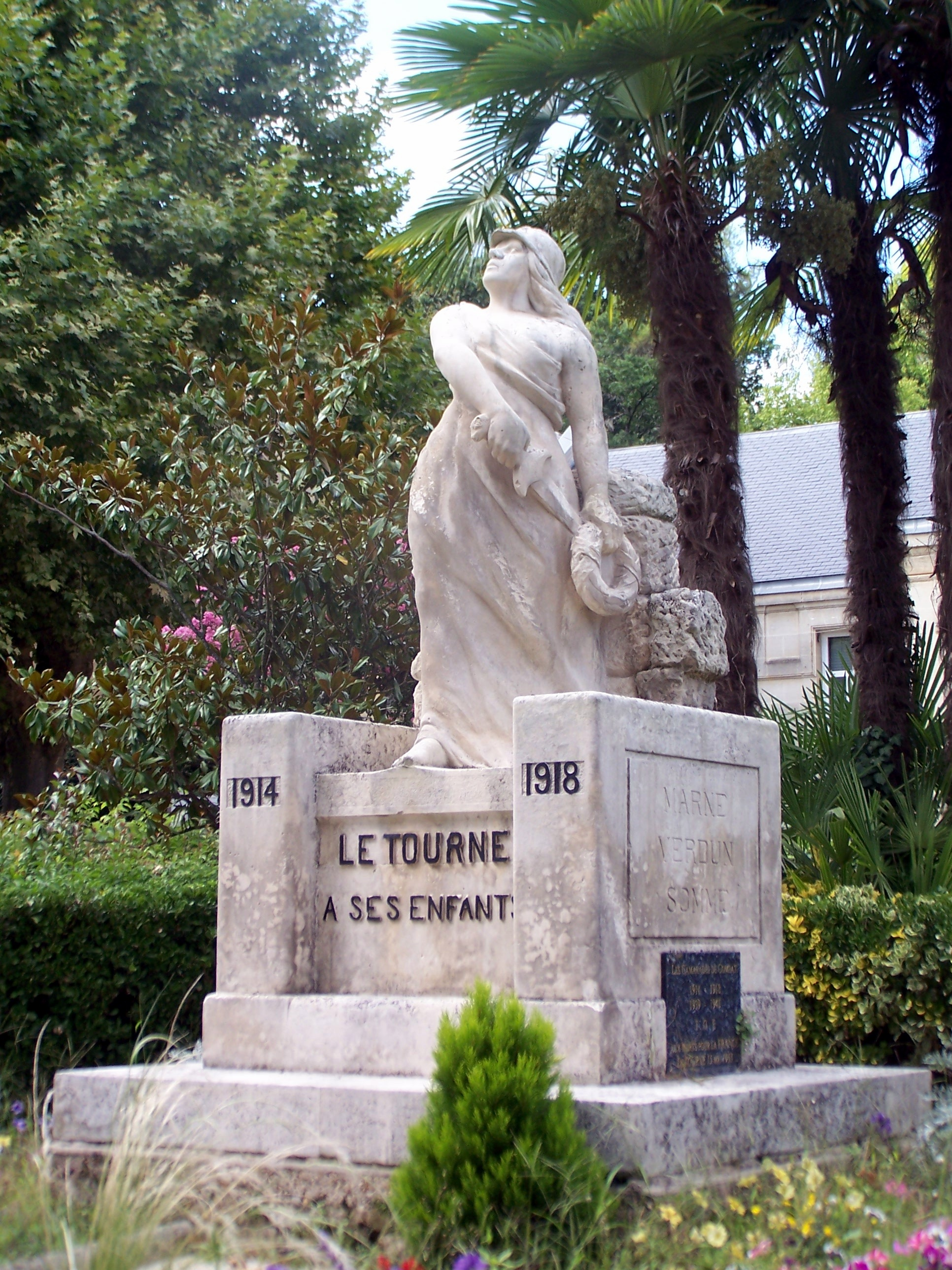
Le monument aux morts à proximité de l'église (août 2015)

### Personnalités liées à la commune
Louis Machon (1600-1672), chanoine de Toul, apologiste de Machiavel et proche du cardinal de Richelieu résida au Tourne du 28 mars 1654 à sa mort.

### Héraldique
| Blason de Le Tourne | Blason  | D'or à trois peupliers de sinople rangés en fasce, à la champagne d'azur chargée d'une alose d'argent, au chef aussi d'azur chargé de trois coquilles aussi d'argent. |
| Blason de Le Tourne | Détails | Blason officiel, présent sur le site internet de la commune. |